# Beatmania IIDX 9th style
Beatmania IIDX 9th style est un jeu de rythme qui fait partie de la série des Beatmania IIDX.

## Système de jeu
Consiste en un contrôleur style DJ avec 7 touches et une table tournante. 
Le but du jeu est d'appuyer sur les touches dans le bon timing, produisant ainsi a chansons.

## Nouveautés
Beatmania IIDX 9th Style obtient un mode Beginner, qui est encore plus facile que le mode Light 7.

## Liste des chansons (nombre)
- Les difficultés sont sur une échelle de 1 à 7
- Plusieurs chansons n'ont pas de difficulté another
- Si la chanson contient différents BPM (Battement par minute), ils sont indiqués dans l'ordre des changements de vitesse